# 光叉序草
光叉序草（学名：Isoglossa glabra）是爵床科叉序草属的植物，是中国的特有植物。分布在中国大陆的广西等地，生长于海拔600米的地区，多生长在林下，目前尚未由人工引种栽培。

## 别名
光爵床（中国种子植物特有属）

## 种下等级
- Chingiacanthus glaber Hand.-Mazz.
- Isoglossa glabra (Hand.-Mazz.) B. Hansen